# General Electric F118
O General Electric F118 é um motor turbofan sem pós-combustor produzido pela GE Aviation e é derivado do turbojato com pós-combustão General Electric F110. Foi fabricado para uso no bombardeiro furtivo B-2 Spirit e no avião espião Lockheed U-2.